# Enstemmighed
 Denne artikel bør gennemlæses af en person med fagkendskab for at sikre den faglige korrekthed.

Enstemmighed er fuldstændig enighed blandt alle. Når der er enstemmighed, har alle den samme holdning og handler som én. Mange grupper betragter enstemmige beslutninger som tegn på enighed, solidaritet og forening. Der kan antages at være enstemmighed eksplicit ved en enstemmig afstemning, eller implicit ved mangel på protester.
En vedtagelse af en fælles interesse vil i sådan tilfælde kræve en Enstemmighed. 
Iforhold til (fælles) som omfatter, er ens for. 